# Musaranya fosca europea
La musaranya fosca europea (Sorex isodon) és un petit mamífer de l'ordre dels sorícids. És una musaranya bastant gran, amb una longitud corporal de 55-82 mil·límetres i un pes de 6,5-14,5 grams. La cua mesura entre 41 i 55 mil·límetres. La musaranya fosca europea viu sobretot en boscos conífers temperats humits del nord d'Europa i el nord d'Àsia, des de Noruega fins a Kamtxatka i a Sakhalín i les Kurils. Té dos colors, amb una part ventral gairebé tan fosca com la dorsal. Té unes amples potes anteriors. S'alimenta d'insectes, cucs de terra, aranyes, centpeus, milpeus i granotes. Als mesos d'estiu, des del juny fins a l'agost, donen a llum entre sis i set (a vegades entre una i deu) cries. Cada femella té dues o tres ventrades per any. Anteriorment es creia que S. isodon i S. sinalis formaven una única espècie.